# Bidumbach (Umlach)
Der Bidumbach ist ein rechter Zufluss der Umlach in Baden-Württemberg..

## Lage
Der Bidumbach befindet sich vollständig auf der Gemarkung von Eberhardzell im Landkreis Biberach. Der Bach liegt vollständig im Umkreis von 600 Metern um den Weiler Ritzenweiler, welchen er in Ost-West-Richtung durchfließt.
Geografisch liegt der Bidumbach im Naturraum Riß-Aitrach-Platten (Nr. 41), welcher Teil der Großlandschaft Donau-Iller-Lech-Platte (Nr. 4) ist. Der Bidumbach gehört zum Gewässereinzugsgebiet der Umlach, in die er auch mündet. Die Umlach entwässert über die Riß und Donau in das Schwarze Meer.

## Verlauf
Die Quelle des Bidumbachs liegt grob mittig in einem gedachten Dreieck zwischen Ritzenweiler, Rollishof und Guntarz, genauer am südöstlichen Ende des Biotops Erlen-Eschen-Wald NW Rollis. 
Von seiner Quelle im Bidumwald verläuft der Oberlauf des Bidumbachs zunächst südlich der Flur Storch in nordwestlicher Richtung durch das Biotop Erlen-Eschen-Wald NW Rollis, innerhalb der Flur Bär bis Rizenweiler.
Durch Ritzenweiler verläuft der Bach dann in einem Nordbogen, verrohrt unter einem Agrarbetrieb, bevor er die Kreisstraße K 7567 quert. Anschließend fließt er in westlicher Richtung durch einen weiteren Agrarbetrieb.
Nach Ritzenweiler quert er südlich der Flur Amsel die offene Fläche zwischen den Fluren Elefant und Star. Schließlich mündet der Bidumbach südlich der Flur Adler in die Umlach.

## Biotope

### Erlen-Eschen-Wald NW Rollis
Das Biotop Erlen-Eschen-Wald NW Rollis (Biotop-Nr.: 280254261363) ist ein nach BNatSchG geschützter Auwald und ein naturnaher Bereich fließender Binnengewässer. Es umfasst etwa 2,75 Hektar. Es handelt sich hier um einen gut Schwarzerlen-Eschenwald in einem vernässten Bachtal mit einem mäandrierenden Bach und Sickerquellaustritten. Die Vegetation ist artenreich mit typischen Pflanzen wie Hainsimsen, Sumpfdotterblume und Mädesüß. Hier finden sich geschützte Lebensraumtypen wie Kalktuffquellen und Auenwälder.
Folgende Arten seltener Pflanzen der Roten Liste kommen hier vor:
- Stattliches Knabenkraut (Orchis mascula subsp. mascula), auf der Vorwarnliste[8]
- Fleischrotes Knabenkraut (Dactylorhiza incarnata agg.), als stark gefährdet[9]

### Naturnaher Abschnitt des Bidumbaches östlich Ritzenweiler
Ein weiterer geschützter Bereich ist der Naturnahe Abschnitt des Bidumbaches östlich Ritzenweiler (Biotopnummer: 180244260324). Dieses kleine Biotop von 0,023 Hektar ist ebenfalls nach BNatSchG als Auwald sowie als naturnaher Bereich eines fließenden Binnengewässers geschützt. 
Es handelt sich um einen etwa 25 Meter langen Abschnitt des Bidumbaches, der hier rechtwinklig zum Waldrand in Nord-Süd-Richtung verläuft, bevor er im weiteren Verlauf verdolt ist. Der Bachlauf wird einseitig von einem lückigen Erlensaum begleitet.